# Бенвенути, Джакомо (футболист)
Джакомо Бенвенути (итал. Giacomo Benvenuti; 3 февраля 2006) — сан-маринский футболист, защитник молодёжной команды итальянского «Сассуоло» и сборной Сан-Марино. Брат-близнец Томмазо Бенвенути.

## Биография

### Клубная карьера
Сын чемпиона Европы в беге на 800 метров, итальянца Андреа Бенвенути (р. 1969). Воспитанник футбольной академии Сан-Марино. В 2020 году перешёл в юношескую команду итальянского «Сассуоло». На профессиональном уровне дебютировал в сезоне 2023/24, выступая вместе со своим братом Томмазо в аренде за клуб «Виктор Сан-Марино» в итальянской Серии D, где сыграл 19 матчей и забил 1 гол.

### Карьера в сборной
Вызывался в сборные Сан-Марино до 17 и до 21 года.
За основную сборную Сан-Марино дебютировал 5 сентября 2024 года, целиком отыграв матч со сборной Лихтенштейна в первом туре Лиги наций УЕФА 2024/25. Встреча завершилась со счётом 1:0 в пользу Сан-Марино, что стало лишь второй победой за всю историю сборной.